# Heinrich Hamann (Fotograf)
Heinrich Hamann (* 25. Juli 1883 in Danzig; † 26. Mai 1975 in Hamburg) war ein deutscher Fotograf.

## Leben
Heinrich Hamann wurde als Sohn des Fotografen Johann Hamann in Danzig geboren. Er besuchte die Selekta der Schule Neustädter Straße in Hamburg. Danach absolvierte er eine Berufsausbildung als Fotograf im Atelier seines Vaters. Von 1902 bis 1905 leistete er seinen Militärdienst und fotografierte währenddessen typische Motive aus dem Leben der Soldaten. Er selbst turnte regelmäßig und machte Aufnahmen von seinerzeit typischen sportlichen Aktivitäten wie Boxen, Schwimmen, Fechten und insbesondere Turnen. Außerdem hielt er Kunst, Gewerbe und wissenschaftliche Motive im Bild fest. Von 1907 bis 1910 reiste er nach Bayern und Sachsen. Hier erstellte er im Auftrag mehrerer Firmen Aufnahmen von Hallen, die zur Herstellung und Lagerung genutzt wurden. Während Aufenthalten in Hamburg erstellte er 1908 eine Fotoserie, die das Gängeviertel und vergleichbare Straßen und Plätze zeigt.
Vater und Sohn Hamann verwendeten im gemeinsamen Atelier Glasnegative in den Formaten 13 × 18 Zentimetern und 18 × 24 Zentimetern. Johann Hamann spezialisierte sich auf Stereoaufnahmen und das erst drei Jahre zuvor erfundene Autochromverfahren, das farbige Aufnahmen ermöglichte. Der Fotograf konnte es erfolgreich umsetzen und machte Farbaufnahmen von Tieren und Völkerschauen in Hagenbecks Tierpark. Nachdem Johann Hamann die HAPAG-Reederei als Großkunden hatte gewinnen können, entstanden in ihrem Atelier von 1899 bis 1906 zahlreiche Cartes-de-Visite der dort beschäftigten Seeleute. 135 dieser Bilder sind in einem aufwendig gestalteten Einsteckalbum mit Ledereinband erhalten geblieben. Diese „Kapitäne der Hamburg-Amerika Linie“ werden heute im Museum für Kunst und Gewerbe aufbewahrt.
1906 reiste Heinrich Hamann erstmals für längere Zeit im Auftrag der HAPAG zur See. Er machte Aufnahmen von Land und Leuten in Schottland, Inseln im Atlantik, der Küste Norwegens sowie Spitzbergen, mit denen die Reederei Reisebroschüren bebilderte. Da er im Autochromverfahren fotografieren konnte, erhielt er einen Folgeauftrag der Hapag, die aufwendige Werbeprospekte bebildern wollte. 1908 reiste der Fotograf erstmals durch das Mittelmeer, ein Jahr später mit dem Doppelschrauben-Dampfer Meteor durch die Fjorde Norwegens. Gemeinsam mit seinem Vater fotografierte 1909 die Auswandererhallen auf der Veddel. Diese umfangreiche Bilderserie hat heute eine große Bedeutung für die Dokumentation der Sozialgeschichte Hamburgs.
1911 begann in der Vulkanwerft der Bau des Dampfers Imperator. Die HAPAG beauftragte Hamann, die Baufortschritte bildlich zu dokumentieren. Hamann, der seinen Lebenslauf handschriftliche notierte, schrieb hierzu, dass er das Schiff „vom Kiel bis zum Flaggenknopf“ fotografieren sollte. In der Zeit bis zum Stapellauf machte er Bilder sämtlicher Details des seinerzeit weltgrößten Schiffes. Für die Fotos verwendete er Glasnegative im Format 18 × 24 Zentimeter. Bei der Erstellung der Bilder handelte es sich auch um eine große körperliche Leistung.
1912 fuhr Hamann mit der umgebauten Deutschland in die Levante und den vorderen Orient. Während dieser „Großen Orientfahrt“ reiste er nach Algier, Genua, Villafrance nahe Nizza, Neapel, Palermo, Messina, Malta, Port Said, Haifa, Beirut, Athen, Smyrna und Konstantinopel.
Während des Ersten Weltkriegs wurde Hamann am rechten Arm verletzt. Aus diesem Grund konnte er den Arm nicht mehr uneingeschränkt nutzen. Der Fotograf lernte daher, mit der linken Hand zu schreiben. Er arbeitete weiter als Fotograf und machte während dieser Zeit zumeist Bilder des Gängeviertels und dessen Bewohnern.
Nach Ende des Zweiten Weltkriegs bot Hamann der britischen Militärregierung an, die kriegsbedingten Schäden im Hamburger Hafen zu dokumentieren. Als Auftragsarbeiten entstanden so Bilder zahlreicher Wracks und aufwändiger Bergungsmaßnahmen. In den 1950er Jahren fotografierte er unter anderem das neu errichtete Springer-Hochhaus. Auch hierfür verwendete er Glasnegative im Format 18 × 24 Zentimeter.
Anlässlich des 90. Geburtstags verlieh ihm der Centralverband Deutscher Berufsfotografen eine goldene Ehrennadel. Die Stadt Hamburg zeichnete ihn mit dem Staatspreis aus.

## Nachlass
Der Lebenslauf Heinrich Hamanns ist im Archiv Fritz Kempe des Museums für Kunst und Gewerbe zu finden.
Die Fotos nach Kriegsende von den Zerstörungen im Hamburger Hafen durch den Zweiten Weltkrieg werden im Archiv des Internationalen Maritimen Museums aufbewahrt (übernommen aus dem Hamburger Archiv Fuchs).

## Ausstellungen
- 6. Dezember 2017–Mitte März 2018: Kunst im Chaos, Der Hamburger Hafen in Fotos von Heinrich Hamann 1945–1947. Internationales Maritimes Museum, Deck 1.